# Chronologie de l'Australie
Cette chronologie de l'histoire de l'Australie présente les importants changements juridiques et territoriaux et des événements politiques en Australie et dans les États qui l'ont précédée.

## XVIesiècle
| Année | Date | Événement |
| ----- | ---- | --- |
| 1521  |      | Plusieurs auteurs soutiennent que les expéditions portugaises ont visité l'Australie à cette époque,. Cependant, les historiens ne sont généralement pas d'accord et les preuves restent controversées,. (jusqu'en 1522) |

## XVIIesiècle
| Année | Date         | Événement |
| ----- | ------------ | --- |
| 1606  | février-mars | Le navire Duyfken de la Compagnie néerlandaise des Indes orientales (VOC), commandé par le capitaine Willem Janszoon, explore la côte ouest de la péninsule du cap York, près de l'actuelle Weipa. Il s'agit du premier débarquement enregistré d'un Européen sur le sol australien. |
| 1606  | août         | Le marin espagnol Luis Váez de Torrès navigue dans le détroit de Torrès, entre l'Australie et la Nouvelle-Guinée, le long de la côte sud de cette dernière. Torrès signale la présence de « hauts-fonds », dont certains pourraient être les atolls les plus septentrionaux de la Grande Barrière de corail. |
| 1616  | 25 octobre   | Le capitaine néerlandais Dirk Hartog, à bord de l'Eendracht (en), est le deuxième Européen à avoir touché terre sur l'île Dirk Hartog, sur la côte ouest de l'Australie. Il laisse une plaque commémorative, l'assiette d'Hartog. |
| 1618  | juillet      | Le navire de la VOC Mauritius, commandé par le subrécargue Willem Janszoon, débarque près du cap Nord-Ouest, à proximité de la ville actuelle d'Exmouth, et nomme la rivière Willem, rebaptisée plus tard Ashburton River. |
| 1622  | 1er mai      | Le navire anglais Tryall (en) aperçoit la péninsule de Point Cloates (en) sur la côte ouest de l'Australie. |
| 1622  | 25 mai       | Le Tryall fait naufrage sur Tryal Rocks (en), au nord-ouest des îles Montebello, l'équipage passe sept jours à terre avant de prendre une chaloupe pour rejoindre Bantam, île de Java - il s'agit du premier naufrage enregistré dans les eaux australiennes et du premier séjour prolongé en Australie par des Européens. |
| 1623  |              | Le capitaine néerlandais Jan Carstenszoon navigue dans le golfe de Carpentarie à bord de la Pera et de l'Arnhem (en). L'Arnhem travers' le golfe pour atteindre et nommer Groote Eylandt. |
| 1629  | 4 juin       | Le navire Batavia de la VOC fait naufrage sur Houtman Abrolhos, au large de Geraldton. Une mutinerie s'ensuit et au moins 110 hommes, femmes et enfants sont assassinés. Première construction européenne en Australie - le fort de pierre de Wiebbe Hayes (en) sur l'île de West Wallabi (en). |
| 1642  |              | L'explorateur néerlandais Abel Tasman explore la côte ouest de la Tasmanie, débarque sur sa côte est et nomme l'île Anthoonij van Diemenslandt, c'est_à-dire Terre de Van Diemen. |
| 1656  | 28 avril     | Le Vergulde Draeck heurte un récif de corail submergé à mi-chemin entre les villes côtières actuelles de Seabird et Ledge Point, en Australie occidentale. À bord se trouvent 193 membres d'équipage, huit caisses de pièces d'argent d'une valeur de 78 600 florins et des marchandises d'une valeur de 106 400 florins. Sur les 193 membres d'équipage, 118 auraient péri. Les 75 premiers survivants, dont le capitaine du navire, Pieter Albertszoon, et le sous-directeur, réussissent à atteindre la côte. Ils ont avec eux le bateau du navire, un schuyt, ainsi qu'une petite quantité de provisions ainsi que celles rejetées sur le rivage. Plusieurs tentatives de sauvetage sont menées par la Compagnie néerlandaise des Indes orientales une fois la perte signalée. |
| 1681  |              | Le navigateur anglais John Daniel (en), sur le New London, cartographie la côte ouest de l'Australie, y compris l'île de Rottnest et le groupe Wallabi de l'archipel Houtman Abrolhos. |
| 1688  |              | L'explorateur anglais William Dampier explore la côte ouest de l'Australie. |
| 1696  |              | L'explorateur néerlandais Willem de Vlamingh cartographie la côte sud-ouest de l'Australie et touche terre à Rottnest Island ainsi qu'au site de l'actuelle ville de Perth. |

## XVIIIesiècle
| Année | Date | Événement |
| ----- | --- | --- |
| 1770  | | L'expédition du lieutenant anglais James Cook à bord du HMS Endeavour cartographie la côte orientale et la revendique pour la Couronne britannique. L'Australie est surnommée terra nullius, c'est-à-dire que, selon les préceptes juridiques européens de l'époque, elle n'est revendiquée par aucune nation souveraine. |
| 1787  | 13 mai | La Première flotte d'onze navires, dirigée par le gouverneur Arthur Phillip, quitte la Grande-Bretagne pour l'Australie afin d'y entamer la colonisation européenne. |
| 1788  | 3 janvier | Le capitaine Arthur Phillip de la Première flotte, ayant décidé de prendre de l'avance sur le reste de la flotte pour préparer la nouvelle colonie, aperçoit la côte de la Terre de Van Diemen. |
| 1788  | 18 janvier | À 14 h 15, le brick HMS Supply (en) jette l'ancre sur le côté nord de Botany Bay. Il commence à explorer la campagne environnante et entre en contact avec les Aborigènes d'Australie. |
| 1788  | 19 janvier | Dans la matinée, les navires Alexander (en), Friendship (en) et Scarborough (en) arrivent à Botany Bay, sous le regard d'un grand nombre d'Australiens indigènes qui se sont rassemblés à Point Solander. |
| 1788  | 20 janvier | Les sept autres navires de la Première flotte, menés par le HMS Sirius, jettent l'ancre à Botany Bay. |
| 1788  | 21 janvier | Décidant que Botany Bay ne convient pas à la colonisation, le capitaine Arthur Phillip part avec un groupe dans trois bateaux ouverts pour chercher un autre site. Il rapporte plus tard à Lord Sydney, secrétaire d'État britannique : « Nous sommes arrivés à Port Jackson en début d'après-midi, et nous avons eu la satisfaction de trouver le meilleur port du monde, dans lequel un millier de voiles de ligne peuvent naviguer dans la plus parfaite sécurité ». Il choisit une crique avec un ruisseau et la nomme Sydney Cove.                 |
| 1788  | 24 janvier | Les navires français La Boussole et l'Astrolabe commandés par Jean-François de La Pérouse, apparaissent au large de Botany Bay. |
| 1788  | 25 janvier | Le capitaine Phillip quitte Botany Bay à bord du Supply et atteint Sydney Cove dans la soirée. |
| 1788  | 26 janvier | Tôt le matin, le capitaine Phillip emmene un groupe à terre à Sydney Cove, hisse les couleurs britanniques et proclame officiellement la souveraineté britannique sur la Nouvelle-Galles du Sud. Ce jour est désormais célébré comme l'Australia Day. Lors d'une cérémonie au coucher du soleil, Phillip et les officiers boivent à la santé du roi et de la famille royale et au succès de la nouvelle colonie. Pendant ce temps, Jean-François de La Pérouse entre dans Botany Bay alors que les derniers navires britanniques se préparent à partir. |
| 1788  | 27 janvier | Les condamnés débarquent à Sydney Cove et aident à déblayer le terrain. |
| 1788  | 28 janvier | 17 épouses de marins et quatorze enfants débarquent du Prince of Wales (en). Ce sont les premières femmes et les premiers enfants à débarquer. Le premier bétail est amené à terre. |
| 1788  | 3 février | Le révérend Richard Johnson organise le premier service religieux de la colonie « sur l'herbe ». |
| 1788  | 6 février | Les femmes bagnardes débarquent. S'ensuit une , accompagnée d'un violent orage. |
| 1788  | 7 février | Tout le monde se réunit sur le côté ouest de l'anse de Sydney, où le juge-avocat adjoint David Collins lit la commission du roi établissant le gouvernement de Phillip sur la colonie et les lettres patentes établissant les tribunaux civils et criminels. Phillip s'adresse aux condamnés, leur souhaitant « réforme, bonheur et prospérité dans ce nouveau pays ». |
| 1788  | 11 février | Lors de la première cour criminelle, Samuel Barnsley est condamné à 150 coups de fouet pour agression et Thomas Hill à être mis aux fers sur une petite île rocheuse au fond de la crique pour avoir volé du pain. |
| 1788  | 14 février | Le lieutenant Philip Gidley King navigue à bord du Supply, avec un groupe de 23 personnes, dont quinze bagnards, dans le but de fonder une colonie sur l'île Norfolk, où le lin indigène doit être récolté et d'autres cultivés. |
| 1788  | 17 février | Le révérend Johnson célèbre la Sainte Communion pour la première fois dans la colonie, selon les rites de l'Église d'Angleterre. La communion a lieu dans la tente du lieutenant Ralph Clark (en). Le lieutenant Henry Lidgbird Ball (en), commandant du Supply, en route pour l'île Norfolk, découvre une île qu'il nomme d'après l'amiral Richard Howe. |
| 1788  | 27 février | Thomas Barratt est pendu pour avoir volé dans des magasins ; il s'agit de la première exécution. |
| 1788  | 29 février | James Freeman est gracié pour avoir volé de la farine, à condition qu'il devienne bourreau public. |
| 1788  | 2 mars | Phillip part explorer Broken Bay (en). Au cours de ce voyage, il visite et baptise Pittwater (en). |
| 1788  | 6 mars | Le lieutenant King prend possession de l'île Norfolk. Fondation d'une colonie britannique. |
| 1788  | 10 mars | Les deux navires français quittent Botany Bay et font ensuite naufrage près de l'île Santa Cruz (Îles Salomon). |
| 1788  | Mars | Phillip émet le premier ordre de conservation du gouvernement : aucun arbre ne doit être abattu à moins de 15 mètres du cours d'eau qui se jette dans Sydney Cove. |
| 1788  | 26 avril | Un groupe d'explorateurs dirigé par Phillip aperçoit et nomme les montagnes Bleues. |
| 1788  | 6 mai | À la suite d'une épidémie de scorbut, le HMS Supply (en) navigue vers l'île Lord Howe pour attraper des tortues afin de compléter l'approvisionnement en viande de la colonie. N'ayant pas réussi à en attraper, il revient le 25 mai. |
| 1788  | 21 mai | Les autochtones tuent un bagnard et en blessent grièvement un autre. |
| 1788  | 30 mai | Les corps de deux bûcherons, William Okey et Samuel Davis, sont retrouvés percés de lances et battus, de toute évidence en représailles pour avoir volé un canoë appartenant à des Aborigènes. Le lendemain, Phillip dirige un groupe pour appréhender les meurtriers, mais il ne parvient pas à les identifier. |
| 1788  | 5 juillet | Dans une dépêche adressée au sous-secrétaire d'État, Evan Nepean, Phillip consigne les rations des marins et des condamnés de sexe masculin. Pendant sept jours, chacun reçoit sept livres de pain ou sept livres de farine, sept livres de bœuf ou de porc, trois doses de pois, six onces de beurre, une livre de farine ou douze livres de riz. Les femmes reçoivent les deux tiers de cette somme et les enfants en reçoivent généralement un tiers, mais certains reçoivent autant que les femmes.                                                 |
| 1788  | 20 août | Le lieutenant William Bligh à bord du HMS Bounty, en route vers Tahiti, jette l'ancre dans la baie de l'Aventure, sur la Terre de Van Diemen. Le groupe plante des pommiers, des noyaux de fruits et divers légumes avant de repartir le 4 septembre. |
| 1788  | 28 septembre | Phillip décide d'envoyer le HMS Sirius au Cap pour obtenir des vivres dont le besoin est urgent. |
| 1788  | Septembre | La dernière vache restante est tuée. |
| 1788  | 2 novembre | Un groupe de marines du Corps des Marines de la Nouvelle-Galles du Sud (en) et 10 bagnards partent pour établir une colonie agricole à Rose Hill, appelé plus tard Parramatta). |
| 1788  | 19 novembre | Les deux derniers navires de la Première flotte, le Golden Grove (en) et le Fishburn (en), font route vers l'Angleterre avec des dépêches et des rapports. |
| 1788  | 11 décembre | Phillip entreprend d'explorer Botany Bay, où il inspecte les rivières Cook, George et Woronora. |
| 1788  | 31 décembre | Comme les Aborigènes australiens ne peuvent pas être attirés dans la colonie, l'un d'entre eux, nommé Arabanoo (en), est capturé et gardé en détention. Phillip espère apprendre sa langue et ainsi promouvoir de bonnes relations entre les Aborigènes australiens et les Européens. |
| 1790  | 3–28 juin | Cinq des six navires de la Seconde flotte assiégée arrivent. La colonie est en proie à une crise alimentaire. |
| 1791  | 9 juillet | Le premier navire de la Troisième flotte (en) arrivent à Sydney Cove. |
| 1792  | | Deux navires français, la Recherche et l'Espérance, jettent l'ancre dans la baie de la Recherche, près du point le plus au sud de la Tasmanie. |
| 1792  | Le gouverneur Philip retourne en Angleterre, accompagné de Bennelong, qui devient la première personne née en Australie à naviguer vers l'Europe. | |
| 1797  | | Le navire Sydney Cove (en) fait naufrage et certains survivants voyagent du détroit de Bass jusqu'à Port Jackson, permettant le sauvetage d'autres personnes. Cela permet également permis d'approfondir les connaissances sur la géographie de l'Australie. |
| 1798  | | George Bass et Matthew Flinders partent de Sydney et font le tour de la Tasmanie, prouvant ainsi qu'il s'agit d'une île. (jusqu'en 1799) |

## XIXesiècle
| Année | Date | Événement |
| ----- | --- | --- |
| 1803  | | Matthew Flinders réalise la première circumnavigation du continent (encore connu sous le nom de « Nouvelle Hollande »). |
| 1804  | | Une colonie est fondée à Risdon (en) sur la Derwent River en Terre de Van Diemen par le lieutenant John Bowen. |
| 1804  | 4–5 mars | Rébellion des bagnards de Castle Hill (en), également appelée la seconde bataille de Vinegar Hill, a lieu en Nouvelle-Galles du Sud. |
| 1804  | 20 février | La colonie de Risdon est déplacée à Sullivan's Cove (aujourd'hui Hobart) par le colonel David Collins. |
| 1808  | | Révolte du rhum |
| 1813  | | Blaxland, Lawson et Wentworth franchissent les montagnes Bleues. |
| 1813  | Matthew Flinders désigne la Nouvelle-Galles du Sud par le nom Australie.                                                                              | |
| 1817  | | John Oxley trace la carte de la rivière Lachlan. |
| 1817  | La première banque d'Australie, la Bank of New South Wales, ouvre ses portes à Macquarie Place, à Sydney. (La banque est devenue la Westpac en 1982). | |
| 1817  | Le gouverneur Lachlan Macquarie demande à l'amirauté britannique d'utiliser le nom Australie au lieu de Nouvelle Hollande.                            | |
| 1818  | | Oxley trace la rivière Macquarie. |
| 1824  | | Une colonie pénitentiaire est fondée dans la baie Moreton, aujourd'hui la ville de Brisbane. |
| 1824  | Les îles de Melville et de Bathurst sont annexées. | |
| 1824  | La permission est accordée de changer le nom du continent de Nouvelle Hollande en Australie.                                                          | |
| 1824  | L'expédition de Hume et Hovell (en) voyage par voie terrestre jusqu'à la baie de Port Phillip et rencontre le fleuve Murray.                          | |
| 1825  | | La frontière occidentale de la Nouvelle-Galles du Sud est étendue jusqu'à 129° E. La colonie indépendante de la Terre de Van Diemen est proclamée.                                                                                           |
| 1826  | 26 décembre | La Nouvelle-Galles du Sud établit sa première colonie en Australie occidentale dans le détroit de King George Sound, sous la forme d'une garnison militaire financée par des convois, appelée Frederick Town mais rebaptisée Albany en 1832. |
| 1827  | 21 janvier | L'ensemble de l'Australie est revendiqué comme territoire britannique lorsque le major Edmund Lockyer annexe formellement la partie occidentale lors d'une cérémonie à King George Sound.                                                    |